# Калао непальський
Калао непальський (Aceros nipalensis) — вид птахів родини птахів-носорогів (Bucerotidae).

## Поширення
Вид поширений на півдні Непалу, у північно-східній частині Індії, на півдні Китаю, у М'янмі, Лаосі і Таїланді.